# Virová mozaika jabloně

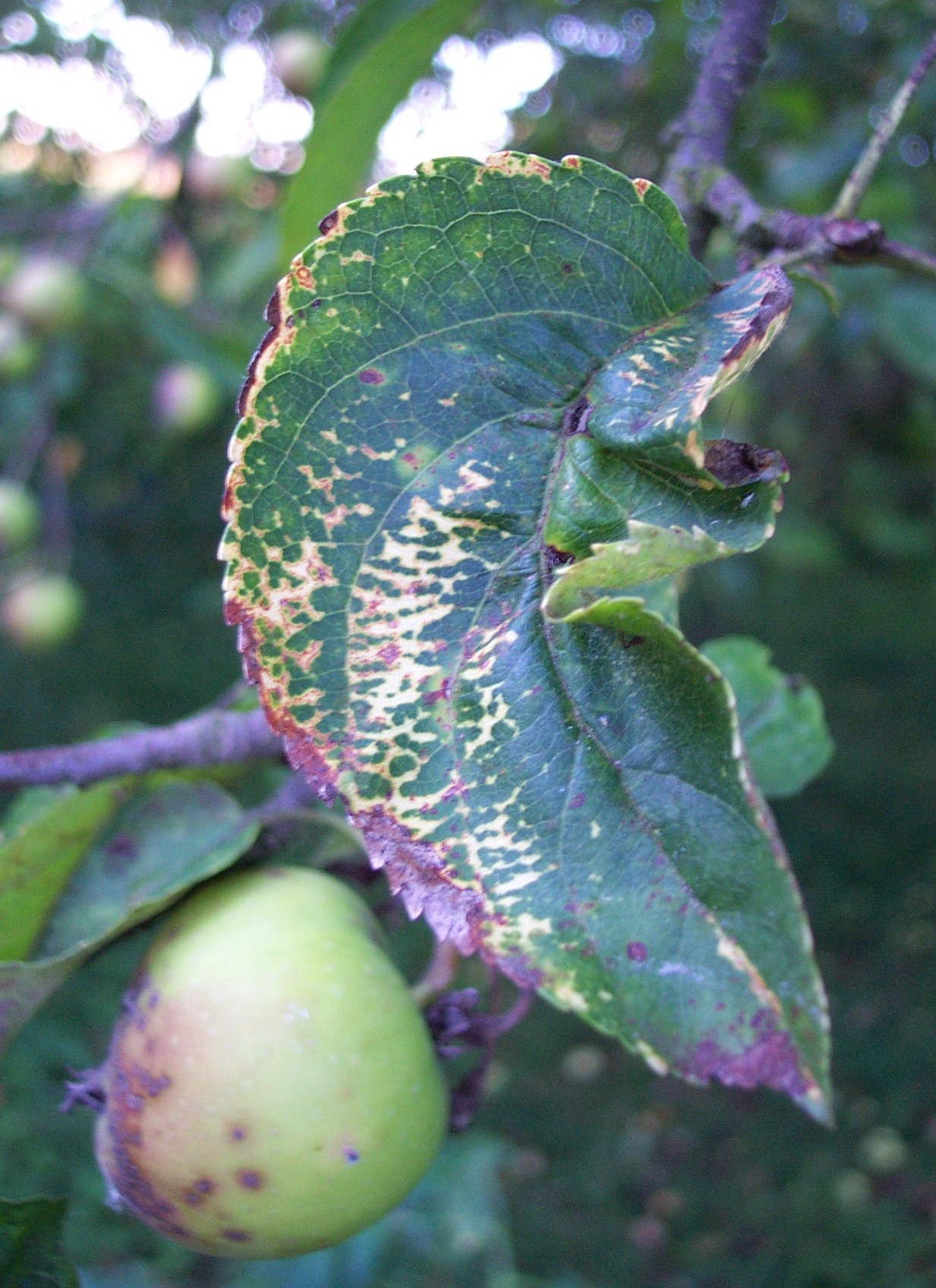
Virová mozaika jabloně, na jabloni 'Golden Delicious'.

Virová mozaika jabloně  je choroba rostlin způsobovaná virem Apple mosaic virus (ApMV) z čeledi Bromoviridae Mimo jabloně napadá virus slivoň, meruňku, broskvoň, třešeň, višeň, jeřáb, růže, lísky, chmel a další dřeviny. Velmi citlivé jsou odrůdy Golden Delicious, Lord Lambourne, Jonathan, Vistabela a další. Onemocnění se přenáší při vegetativním množení (roubování, očkování, vegetativně množené podnože), jako možný je uváděn přenos pylem a semenem. Základem ochrany je zajištění produkce zdravého výsadbového materiálu. Jiné zdroje přenos pylem a semenem odmítají 

## Hostitel
- jabloň
- švestka
- meruňka
- broskev
- třešeň
- višeň

## Symptomy
Příznaky jsou jen na ojedinělých listech nebo částech koruny. Choroba se projevuje žlutozelenými, bílými až žlutými skvrnami různého tvaru na listech. Někdy se na listech mohou objevovat chlorotické proužky, kroužky, kresby a žilkové mozaiky. Při silné infekci skvrny od středu hnědnou, nekrotizují a později se deformují. Napadené listy koncem léta předčasně opadávají. Symptomy jsou nejzřetelnější na listech, které vyrůstají na jaře a začátkem léta. Listy vyrůstající v horkém letním období jsou obyčejně bez příznaků. Na plodech se mohou objevit bledé krémově zbarvené skvrny. Skvrny jsou nápadné hlavně na červeně zbarvených plodech. Plody mohou být deformované.

## Význam
Škodlivost viru se projevuje retardací růstu, nižší sklizní někdy až o 40%, omezováním přírůstků o 20%.

## Vývojový cyklus
Virus mozaiky jabloně se přenáší pouze při vegetativním způsobu množení. Podle některých zdrojů se nešíří hmyzem ani pylem. Podnož M9 je velmi náchylná a může být infikována systémově přes kořeny.

## Ochrana rostlin
Používání bezvirózního materiálu. Dospělé stromy se nedají nijak vyléčit.